# Áno Volímai
Áno Volímai (Ano Volimes) är en ort i Grekland.   Den ligger i prefekturen Nomós Zakýnthou och regionen Joniska öarna, i den sydvästra delen av landet, 270 km väster om huvudstaden Aten. Áno Volímai ligger 542 meter över havet och antalet invånare är 262. Den ligger på ön Zakynthos.
Terrängen runt Áno Volímai är kuperad. Havet är nära Áno Volímai åt nordväst. Närmaste större samhälle är Katastárion, 9,2 km sydost om Áno Volímai. == Kommentarer ==
1. ↑  Framräknat ur höjduppgifter (DEM 3") från Viewfinder Panoramas.[2] Mer om algoritmen finns här: Användare:Lsjbot/Algoritmer.
2. ↑  Framräknat ur variansen i alla höjduppgifter (DEM 3") från Viewfinder Panoramas, inom 10 km radie.[2] Mer om algoritmen finns här: Användare:Lsjbot/Algoritmer.